# Provinciale weg 364
De N364 is een voormalige provinciale weg die vanaf Emmen via Weerdinge en Nieuw-Weerdinge uitkomt in Ter Apel.
Op de N364 geldt voornamelijk een snelheidslimiet van 50 km/u, omdat deze weg grotendeels binnen de bebouwde kom ligt.
In Emmen heeft deze weg aansluiting op de N381 (in de volksmond ook Frieslandroute genoemd) en de Hondsrugsweg. In Nieuw-Weerdinge heeft de N364 aansluiting op de N379 (in de volksmond ook (Drentse) Mondenweg genoemd). In Ter Apel heeft deze weg aansluiting op de N366 en komt de N364 uit op de kruising van de Hoofdstraat en Viaductstraat.
Deze weg heeft vele andere namen, namelijk:
- vanaf beginpunt Emmen tot aan Weerdinge: Weerdingerstraat
- in Weerdinge: Weerdingerstraat (tot aan de Steenbakkerijweg), Dorpsstraat (tussen Steenbakkerijweg en Holtstraat), Viaductstraat (vanaf de Holtstraat)
- van Weerdinge tot Nieuw-Weerdinge: eerst Viaductstraat, later Oude Weerdingerdijk
- in Nieuw-Weerdinge: Weerdingerkanaal NZ (Noordzijde)
- in Ter Apel: Westerstraat

Deze weg was de belangrijkste verbindingsweg tussen Ter Apel en Emmen tot de aanleg van de N391 in 2000. Door de aanleg van de N391 is het hedendaagse verkeer over de N364 flink gereduceerd. In 2012 is het laatste deel van de voormalige N364 overgedragen aan de toenmalige gemeente Vlagtwedde, waarmee de weg zijn status als provinciale weg volledig is kwijtgeraakt.
N34 · N46 · N351 · N353 · N354 · N355 · N356 · N357 · N358 · N359 · N360 · N361 · N362 · N363 · N364 · N365 · N366 · N367 · N368 · N369 · N370 · N371 · N372 · N373 · N374 · N375 · N376 · N377 · N378 · N379 · N380 · N381 · N382 · N383 · N384 · N385 · N386 · N387 · N388 · N390 · N391 · N392 · N393 · N398

N851 · N852 · N853 · N854 · N855 · N856 · N857 · N858 · N860 · N861 · N862 · N863 · N865 · N910 · N913 · N917 · N918 · N919 · N924 · N927 · N928 · N962 · N963 · N964 · N966 · N967 · N969 · N972 · N973 · N974 · N975 · N976 · N977 · N978 · N979 · N980 · N981 · N982 · N983 · N984 · N985 · N986 · N987 · N988 · N989 · N990 · N991 · N992 · N993 · N994 · N995 · N996 · N997 · N998 · N999

Cursief vermelde wegen zijn voormalige provinciale wegen.